# Технотајз
Технотајз је српски графички роман. Креирали су га Алекса Гајић (илустрација) и Дарко Гркинић (сценарио). То је био дипломски рад Алексе Гајића на Факултету примењених уметности у Београду 1998.
Стрип је имао два албумска издања за издавача „“ из Београда (2001. и 2009), а послужио је и као основа за први српски дугометражни цртани филм за одрасле, Технотајз: Едит и ја.

## Радња
Стрип говори о тунелу изграђеном током Аустријско-турског рата, који повезује Земун и Калемегдан. Радња се дешава 2074. године и главни лик је Едит, студенткиња уметности.